# Tetragnatha sinuosa
Tetragnatha sinuosa là một loài nhện trong họ Tetragnathidae.
Loài này thuộc chi Tetragnatha. Tetragnatha sinuosa được miêu tả năm 1957 bởi Chickering.